# ایوکان (اکلاهما)
ایوکان(به انگلیسی: Yukon) شهری در ایالت اکلاهما کشور ایالات متحده آمریکا است که جمعیت آن در سرشماری سال ۲۰۱۰ میلادی، ۲۲٬۷۰۹ نفر بوده‌است.